# Mignano Monte Lungo
Mignano Monte Lungo är en ort och kommun i provinsen Caserta i regionen Kampanien i Italien. Kommunen hade 3 160 invånare (2017).